# Lotus quinatus
Lotus quinatus är en ärtväxtart som först beskrevs av Peter Forsskål, och fick sitt nu gällande namn av Jan Bevington Gillett. Lotus quinatus ingår i släktet käringtänder, och familjen ärtväxter. Inga underarter finns listade i Catalogue of Life.